# Влада Аћима Чумића
Влада Аћима Чумића је била на власти од 25. новембра 1874. до 22. јануара 1875. (по старом календару).

## Историја
Скупштински избори од октобра 1874. године имају велики значај за историју политичких странака у Кнежевини Србији, јер се тада почињу назирати контуре будућих странака: Народно либералне (од 1859), Намесничке странке (коју су чиниле присталице Ристића) и владине странке. Адам Богосављевић, један од аутора адресе Народне скупштине, одиграо је значајну улогу на овој седници. Предлог адресе усвојен је са само три гласа више. Мариновићу је то био знак да је изгубио подршку у народу, чиме је образложио своју оставку. Кнез је оставку уважио и за новог председника владе и министра унутрашњих послова именовао Аћима Чумића.
Чумићева влада није дуго трајала: од јануара до фебруара 1875. године. Онемогућавале су је размирице у Народној скупштини. На седници Скупштине од 30. јануара 1875. године, вођа младоконзервативаца, Милутин Гарашанин, предложио је да се сазове Велика народна скупштина која би усвојила нови Устав. Наводио је да је Намесништво прекршило закон из 1861. године који је прописивао да се Устав не може мењати за време кнежевог малолетства. Група либералних посланика издејствовала је да се предлог одбаци као неоснован. Милан је за кратко време (два месеца) оборио три владе. Мариновић је тврдио да је узрок пада Чумићеве владе сукоб између Пироћанца и Љубомира Каљевића. Био је то и политички пад конзервативаца.
Након пропалог покушаја да Мариновић поново састави владу, кнез је позвао Јеврема Грујића на разговор. Након што ни овај покушај није успео, Мариновић је саветовао кнеза да формира чиновичку, неутралну, владу која би имала привремени карактер. Формирана је влада саветника Данила Стефановића, рођеног брата Стефана Стефановића Тенке. Влада је трајала до августа 1875. године.

## Чланови владе
| Функција                                                  | Слика | Име и презиме    | Детаљи            |
| --------------------------------------------------------- | ----- | ---------------- | ----------------- |
| Председник министарског савета и министар унутрашњих дела |       | Аћим Чумић       |                   |
| Министар иностраних дела                                  |       | Милан Пироћанац  | до 20.1/1.2.1875. |
| Министар иностраних дела                                  |       | Милан Богићевић  | заступник         |
| Министар правде                                           |       | Милан Богићевић  |                   |
| Министар финансија                                        |       | Љубомир Каљевић  | до 20.1/1.2.1875. |
| Министар финансија                                        |       | Стојан Новаковић | заступник         |
| Министар просвете и црквених дела                         |       | Стојан Новаковић |                   |
| Министар војени                                           |       | Коста Протић     |                   |
| Министар грађевина                                        |       | Љубомир Ивановић |                   |